# Crewe and Nantwich
Crewe and Nantwich war ein District mit dem Status eines Borough in der Grafschaft Cheshire in England. Verwaltungssitz war die Stadt Crewe, in der etwas mehr als die Hälfte der Bevölkerung lebte. Weitere bedeutende Orte waren Audlem, Haslington, Nantwich, Willaston und Wistaston.
Der Bezirk wurde am 1. April 1974 gebildet und entstand aus der Fusion des Borough of Crewe, des Urban District Nantwich und des Rural District Nantwich. Am 1. April 2009 wurde er aufgrund einer Gebiets- und Verwaltungsreform aufgelöst und ging in der neuen Unitary Authority Cheshire East auf.
Koordinaten: 53° 6′ N, 2° 29′ W